# 黑點珍珠菜
黑點珍珠菜（学名：Lysimachia nigropunctata）为報春花科珍珠菜屬下的一个种。

## 扩展阅读
- 維基物種上的相關：黑點珍珠菜